# 제품
제품(製品)은 제조공정을 거쳐 만들어진 재화를 말한다. 공업을 영위하는 기업에 있어서는 주요한 상품이 된다. 제조 공정은 있지만 형태가 없는 제품도 있다. 디지털 형식으로 인터넷 등 네트워크로 전달될 수 있는 음반, 비디오, 소프트웨어의 경우가 이에 해당한다.
기업회계에서의 제품의 의미는, 제조 공정을 거친 재화만을 한정하여 의미하므로, 상품과 대조되는 개념이 된다. 기업회계에서의 상품은 제조 공정을 거치지 않은 재화를 의미한다. 예를 들어 직접 제조하여 시계를 판매한다면 그것은 제품이지만, 납품업자에게서 시계를 사와서 그것을 판매한다면 그것은 상품이 된다.

## 제품의 특성
제품계획에 의해 만들어지는 특정제품에 구비된 생산·판매·사용상의 고유한 장점을 제품특성(product characteristics)이라 하며, 소비자의 선호를 위한 셀링 포인트(selling point：販賣强調點)로서 제품차별화의 기점을 이루는 것이다. 따라서 비가격경쟁의 수단으로서 독점적 경쟁시장형성(競爭市場形成)의 요인이 된다.
그러나 아무리 판매자가 강조하더라도 소비자가 인식하여 받아들이지 않으면 무의미하므로, 제품계획의 단계에서 시장조사에 의한 소비자 기호(嗜好)의 파악이 중요한 역할을 발휘하고 있다. 이러한 제품특성은 상품 자체만의 기술적 실체로의 구현뿐만 아니라 브랜드·포장·라벨·애프터서비스 등의 부가적 속성들과 정보화 상품과 같이 소프트 웨어(soft ware) 영역까지도 구현시켜야 한다. 말하자면 제품특성은 유동적인 소비자의 생활체계와 제품기능의 분석결과로서 평가되어야 하고, 이에 기초하여 끊임없이 개량해 나가야 한다.

## 같이 보기
- 상품
- 제품 계획
- 제품 디자인
- 제품 개발
- 제품 수명 주기